# Tierklinik
Eine Tierklinik oder Tierärztliche Klinik, in Österreich (privates) Tierspital, ist eine tiermedizinische Einrichtung zur Versorgung kranker Tiere. Sie muss in Deutschland und Österreich eine ständige Dienstbereitschaft gewährleisten. Zumeist besteht eine Spezialisierung auf Kleintiere, Pferde oder Nutztiere.

## Geschichte
Spitäler für erkrankte Tiere gab es bereits im Altertum (Indien).

## Deutschland
Außer bei den Kliniken öffentlich-rechtlicher Einrichtungen (beispielsweise jene der tierärztlichen Ausbildungsstätten) regelt die Anforderungen an das Führen der Bezeichnung die Berufsordnung der zuständigen Tierärztekammer. Letztere ist auch für die Kontrolle der Einhaltung der Mindestnormen zuständig. Seit März 2013 gibt es eine auf der Delegiertenversammlung der Bundestierärztekammer beschlossene Muster-Klinikrichtlinie. Nach ihr müssen mindestens drei Tierärzte, davon mindestens ein einschlägiger Fachtierarzt, und vier Hilfskräfte, davon zwei tiermedizinische Fachangestellte, beschäftigt sein. Auch räumliche und apparative Voraussetzungen sind geregelt. Im Gegensatz zu einer Tierarztpraxis werden beispielsweise für eine Kleintierklinik mindestens zwei Operationsräume, Röntgen, Sonografie, Endoskopie, EKG, Inhalationsnarkose einschließlich Narkoseüberwachung (Pulsoxymetrie, Kapnometrie), Instrumentarium für Osteosynthesen, Augenuntersuchungen und Zahnbehandlungen sowie ein Labor einschließlich Blutgasanalysegerät erwartet. Eine Pferdeklinik muss unter anderem über Röntgen, Sonografie, EKG, Arthroskopie und ein eigenes Labor sowie über einen Operationssaal mit Hebeeinrichtung, mindestens acht Pferdeboxen und einen Auslauf verfügen.
2012 gab es in Deutschland 294 Tierkliniken, davon lediglich 14 für Nutztiere. Während die meisten Tierkliniken inhabergeführt sind, werden in jüngerer Zeit zunehmend auch Klinikketten wie Anicura und Evidensia auf dem deutschen Markt aktiv. Allerdings wird der Fremdbesitz von Tierkliniken und Tierarztpraxen und damit eine Öffnung für Kapitalanleger kritisch gesehen und ist in einigen Bundesländern auch nicht erlaubt. Die Zahl der Tierkliniken hat sich zwischen 2013 und 2023 nahezu halbiert. Das bedeutet nicht, dass es weniger Einrichtungen dieser Art gibt, sondern dass bestimmte Mindestanforderungen, insbesondere die 24-Stunden-Verfügbarkeit an allen Wochentagen durch die Verschärfungen des Arbeitszeitgesetzes, nicht mehr aufrechterhalten werden können. Daher finden sich in Deutschland zunehmend nicht gesetzlich geschützte Phantasiebezeichnungen wie „Tiergesundheitszentrum“ oder „Tagesklinik.“

## Österreich
In Österreich regelt die Ordinationsrichtlinie der Österreichischen Tierärztekammer die Anforderungen an ein Tierspital. Im Gegensatz zu einer gewöhnlichen Ordination sind hier Röntgen, Inhalationsnarkose, Labor, separater Operationsraum, Station für mindestens fünf Tiere und ein Isolationsraum vorgeschrieben. In einem privaten Tierspital müssen mindestens zwei Tierärzte und zwei Hilfskräfte vollbeschäftigt tätig sein.

## Schweiz
In der Schweiz ist der Begriff Tierklinik nicht geschützt. Als Tierspital werden nur die Universitätstierkliniken in Bern und Zürich bezeichnet.